# Решид Мехмед-паша
Решид Мехмед-паша, также известный как Кютахи (тур. Reşid Mehmed Paşa, греч. Μεχμέτ Ρεσίτ πασάς Κιουταχής; 1780—1836) — крупный османский государственный деятель и военачальник, который достиг поста великого визиря в первой половине XIX века, сыграл важную роль в Греческой войне за независимость.

## Ранняя жизнь
Решид Мехмед родился в Грузии, сын греко-православного священника. Еще ребенком он был захвачен турками в рабство и отдан на службу тогдашнему капудан-паше Хусреву-паше. Его ум и способности произвели впечатление на хозяина и обеспечили ему быстрый подъем. Всего в 29 лет он был назначен губернатором Кютахьи, откуда и получил свое прозвище.
В 1820 году Решид Мехмед-паша был отправлен султаном Махмудом II вместе со многими другими пашами, чтобы подавить восстание Али-паши Янинского против Порты. В то же время греки готовили собственное восстание, вспыхнувшее в марте 1821 года. Таким образом, после поражения и смерти Али-паши в 1822 году, Решид Мехмед-паша принял участие в военной кампании против греческих повстанцев.

## Операции в Эпире — первая осада Миссолонги
Будучи назначен главнокомандующим османскими войсками в Эпире, Решид Мехмед-паша выступил на юг, чтобы встретиться с греческими войсками под командованием Александра Маврокордатоса, которые действовали под Артой. Он нанес им сокрушительное поражение в битве при Пета 4 июля 1822 года и двинулся на юг, к стратегически важному городу Миссолонги. Там его встретил Омер-паша Вриони, и их объединенная армия (8 тыс. чел.) осаждала город в течение двух месяцев, с 25 октября по 31 декабря 1822 года. Омер Вриони, вопреки мнению Решида Мехмед-паши, сначала попытался взять город путем переговоров, которыми воспользовались осажденные греки, оттянув их до 8 ноября, когда они были получили помощь с моря, после чего они отказались вести дальнейшие переговоры. Осада началась всерьез, и Решид Мехмед-паша и Омер-паша Вриони запланировали свой главный штурм на Рождество ночью, 24 декабря, посчитав, что греки будут застигнуты врасплох. Но защитники смогли отразить османскую атаку. Через шесть дней осада была снята.

## Кампания в Фессалии
После неудачи у Миссолонги Решид Мехмед-паша двинулся против горного района Пелион, который ему удалось подчинить. За свой успех он был назначен наместником санджака Трикалы и в конце концов был назначен главнокомандующим всеми османскими войсками в Румелии.

## Третья осада Миссолонги
Решид Мехмед-паша получил от султана приказ взять Миссолонги и, таким образом, обеспечить подчинение Западной Греции. Решид Мехмед-паша собрал армию численностью более 35 000 человек и в феврале 1825 года выступил на Миссолонги. Прибыв туда 20 апреля, он немедленно окружил город и подверг его сильной бомбардировке. Однако, несмотря на все его усилия, греческий гарнизон, которому помогали набеги греческих отрядов за его линией фронта и который поддерживался греческим флотом, несмотря на османскую морскую блокаду, оказывал эффективное сопротивление. В конце концов, он был вынужден обратиться за помощью к Ибрагиму-паше из Египта, чья армия одержала победу над греческими войсками в Морее. Египетские войска прибыли в начале ноября, но произошел раскол между самонадеянным Ибрагим-пашой и Решидом Мехмед-пашой, который вывел свои войска. После того как египтяне потерпели неудачу и в своих атаках, Ибрагим-паша признал свою ошибку. Теперь двое пашей сотрудничали, и осада усилилась. Морской путь снабжения был отрезан, защитники города голодали. Наконец, в ночь на 10 апреля 1826 года они предприняли отчаянную попытку прорваться через осаждающие войска. В ходе этого героического прорыва, который в греческой историографии именуется "Эксодос", большинство его участников погибли. Оставшиеся в городе повстанцы оборонялись до конца и погибли, также как и гражданское население, Мессолонги пал.

## Кампания в Аттике
После этого успеха Решид Мехмед-паша двинулся в сторону Аттики и Афин, куда он прибыл в июле. Он безуспешно осаждал греческий гарнизон на афинском Акрополе в течение десяти месяцев, пока его неожиданная победа над другим греческим отрядом в битве при Фалероне 24 апреля 1827 года не вынудила греков сдать крепость.

## Кампания в эялете Босния
Османское боснийское руководство во главе с Хусейном Градашчевичем было возмущено, когда османский султан Махмуд II предоставил Сербии автономию и впоследствии передал сербам шесть районов из Боснийского эялета по условиям Адрианопольского договора 1829 года. Хусейн Градашчевич собрал местную знать и призвал к восстанию против османского владычества. Вместо переговоров с Хусейном Градашчевичем великий визирь Решид Мехмед-паша (уже участвовавший в военной кампании против албанских пашей и беев) мобилизовал османскую армию в Травнике. Разочарованный действиями Решида-паши, Градашчевич двинулся вперед с 52-тысячной армией в Приштину, а затем сражался и победил Решид-пашу в битве при Штимле. Боснийская делегация прибыла в лагерь великого визиря в Скопье в ноябре того же года. Великий визирь пообещал этой делегации, что он будет настаивать на том, чтобы султан принял требования боснийцев. Его истинные намерения, однако, проявились в начале декабря, когда его пушки атаковали боснийские части, дислоцированные на окраине Нови-Пазара. Позже Решид Мехмед-паша начал агрессивную кампанию в Боснии с помощью изменника, Али-паши Ризванбековича и разгромил армию боснийского эялета во главе с Гусейном Градашчевичем у города Ступ.

## После греческой революции
Выдающийся военачальник Решид Мехмед-паша сражался в русско-турецкой войне (1828—1829), где он был побежден генералом Иваном Ивановичем Дибичем в битве при Кулевчине. Впоследствии он был назначен великим визирем Османской империи, пост которого он занимал с 28 января 1829 по 17 февраля 1833 года. В новой должности он организовал так называемую Монастирскую резню 1830 года, в которой сотни албанских беев были вырезаны. Он возглавлял османские армии в Анатолии в первой турецко-египетской войне (1831—1833). В декабре 1832 года в битве при Конье османская армия (53 тыс. чел.) под командованием великого визиря Решид Мехмед-паши была разгромлена египетской армией Ибрагима-паши. Османский великий визирь и главнокомандующий был взят в плен. 18 февраля 1833 года Мехмед-паша был освобожден от занимаемой должности великого визиря. В марте 1833 года Решид Мехмед-паша был освобожден из плена. В октябре 1833 года он был отправлен наместником в провинцию Сивас, а в октябре 1834 года назначен губернатором Диярбакыра, вел военные действия против восставших курдов.
В октябре 1836 года Решид Мехмед-паша скончался, находясь в должности губернатора Диярбакыра.
У него было два сына: Эмин-паша и Ибрагим-бей.